# Ben Maachou
Ben Maachou  (in arabo ابن معاشو‎?) è un centro abitato e comune rurale del Marocco situato nella provincia di Berrechid, regione di Casablanca-Settat. Conta una popolazione di 8 458 abitanti (censimento 2014).